# Waldemar Dutkiewicz
Waldemar Czesław Dutkiewicz (ur. 2 czerwca 1939 w Równem, zm. 19 lutego 2007 w Kielcach) – polski profesor nauk o kulturze fizycznej, wykładowca akademicki, w latach 2005–2007 dziekan Wydziału Nauk o Zdrowiu Akademii Świętokrzyskiej w Kielcach, który powstał m.in. dzięki jego staraniom.

## Życiorys

### Wykształcenie
Pochodził z Wołynia. Był synem Jana i Janiny z domu Gogol. Ukończy szkołę podstawową w Wolicy (1953), a następnie liceum ogólnokształcące w Kielcach (1957). W latach 1957–1963 odbył studia z zakresu wychowania fizycznego w Wyższej Szkole Wychowania Fizycznego w Krakowie. Odbył również zaoczne studia w Wyższej Szkole Pedagogicznej w Krakowie (1965–1970).
W 1973 uzyskał stopień naukowy doktora nauk wychowania fizycznego w Wyższej Szkole Wychowania Fizycznego w Krakowie na podstawie rozprawy pt. Poziom rozwoju biologicznego i sprawności ruchowej dzieci w wieku 8–15 lat w nawiązaniu do warunków socjalno-bytowych rodzin i warunków pracy szkół. Doktorat z pedagogiki obronił z kolei w Instytucie Badań Pedagogicznych w Warszawie w 1982. Cztery lata później habilitował się w zakresie nauk o kulturze fizycznej na Akademii Wychowania Fizycznego w Warszawie w oparciu o rozprawę Zmiany w procesach rozwoju biologicznego i sprawności fizycznej młodzieży w świetle poprawy warunków bytowych. Postanowieniem prezydenta RP z 22 sierpnia 1995 otrzymał tytuł naukowy profesora.

### Działalność zawodowa
W młodości był czołowym kolarzem klubu SHL Kielce (1956–1961).
Po uzyskaniu tytułu magistra pracował w szkole podstawowej w Kazimierzy Wielkiej, będąc najpierw nauczycielem, a później dyrektorem placówki. W 1974 rozpoczął pracę w Instytucie Kształcenia Nauczycieli i Badań Oświatowych w Kielcach, gdzie w latach 1975–1980 pełnił funkcję wicedyrektora i kierownika Zakładu Badań. W 1980 został zatrudniony na stanowisku adiunkta w Instytucie Pedagogiki i Psychologii Wyższej Szkoły Pedagogicznej w Kielcach. W latach 80. był jego dyrektorem, natomiast od 1987 do 1989 pełnił funkcję dziekana Wydziału Pedagogicznego. W latach 1989–1995 był prorektorem ds. dydaktycznych i studenckich kieleckiej uczelni.
Od 1996 był ponownie dziekanem Wydziału Pedagogicznego WSP w Kielcach. W 1997 objął stanowisko profesora zwyczajnego. W 2001, dzięki jego staraniom, utworzono na Akademii Świętokrzyskiej Instytut Kształcenia Medycznego. Od 2005 do 2007 pełnił funkcję dziekana Wydziału Nauk o Zdrowiu AŚ. Od 1994 związany był również zawodowo z Wszechnicą Świętokrzyską w Kielcach. W latach 1996–2005 pełnił funkcję dziekana Wydziału Wychowania Fizycznego i Turystyki tej uczelni.
Autor 6 publikacji zwartych i ponad 100 artykułów. W 1995, za szczególny wkład w rozwój naukowy i dydaktyczny Wyższej Szkoły Pedagogicznej, otrzymał Nagrodę Miasta Kielce. W 2001, za wybitne zasługi w pracy naukowej i dydaktycznej, został odznaczony przez prezydenta RP Krzyżem Kawalerskim Orderu Odrodzenia Polski. Ponadto odznaczony był m.in. Złotym, Srebrnym i Brązowym Krzyżem Zasługi oraz Medalem Komisji Edukacji Narodowej.

### Śmierć i upamiętnienie
Zmarł w 2007. Msza żałobna została odprawiona w kieleckiej katedrze. Pochowano go na cmentarzu Nowym przy ul. Ściegiennego.
W lutym 2008 w budynku Wydziału Nauk o Zdrowiu Akademii Świętokrzyskiej odsłonięto tablicę pamiątkową poświęconą jego pamięci. Jego imieniem nazwano również salę Rady Wydziału, a studenci, którzy wyróżnili się wynikami w nauce, pracą dla środowiska akademickiego oraz postawą życiową zostali uhonorowani nagrodą jego imienia.

## Wybrane publikacje
- Różnice środowiskowe w rozwoju biologicznym i sprawności ruchowej dzieci w okresie dorastania, Kielce 1980
- Zmiany w procesach rozwoju biologicznego i sprawności fizycznej młodzieży w świetle poprawy warunków bytowych, Kielce 1985
- Znaczenie wybranych wskaźników rozwoju fizycznego, ocen szkolnych i warunków socjalno-bytowych w przystosowaniu szkolnym uczniów, Kielce 1987
- Zjawiska trendów sekularnych i akceleracji rozwoju dzieci i młodzieży na Kielecczyźnie, Kielce 1991
- Diagnoza i ewaluacja w wychowaniu fizycznym, Kielce 2004
- Normy i wskaźniki rozwoju somatycznego i motorycznego dzieci i młodzieży z Kielecczyzny, Kielce 2004 (współautor: Grażyna Nowak-Starz, Elżbieta Cieśla)